# OVS
OVS (Object Verb Subject) – rzadki typ języka, w którym zdanie zaczyna się od dopełnienia, potem następuje orzeczenie, a na końcu podmiot. Taki szyk jako naturalny występuje w 1,24% języków. Występuje jako pomocniczy w języku hiszpańskim.

## Przykład zdania
Jabłka (dopełnienie) kupowała (orzeczenie) matka (podmiot).

## Przykładowe zdanieOVSw języku hiszpańskim
Buen descanso (dobry odpoczynek → dopełnienie) ganó (zasłużył → orzeczenie) su pobre marido (jej biedny mąż → podmiot).